# 蓋斯 (伊利諾伊州)
蓋基（英語：Gays）是位於美國伊利諾伊州莫爾特里縣的一個村落。

## 地理
蓋基的座標為39°27′32″N 88°29′47″W / 39.45889°N 88.49639°W，而該地最高點為海拔高度230米（即755英尺）。

## 人口
根據2010年美國人口普查的數據，蓋基的面積為1.05平方千米，當中陸地面積為1.05平方千米，而水域面積為0.00平方千米。當地共有人口281人，而人口密度為每平方千米267人。